# Alejandro Onsalo Orfila
Alejandro Onsalo Orfila (Barcelona, 1922 - Palma, 20 de març del 2007) va ser un matemàtic català. Considerat impulsor de les matemàtiques a les Illes Balears durant els anys 50, 60 i 70. Va fer de les ciències exactes una assignatura entenedora i en va sembrar el bessó entre els seus alumnes, alguns dels quals han esdevengut catedràtics d'universitat de matemàtiques. Ha estat catedràtic de Matemàtiques de l'Institut Ramon Llull, de l'antiga Escola de Comerç i de l'Escola Universitària d'Estudis Empresarials de la UIB. Fou professor d'aquesta matèria des dels primers anys que s'impartí docència a la Facultat de Ciències. El 1987 rebé la Medalla d'Or de la UIB. Ha estat ajudant del cos de meteorologia i va formar part de l'executiva del Consell Rector de l'Estudi General Lul·lià. El 2007 va rebre el Premi Ramon Llull.